# Temporada 1962 de la NFL

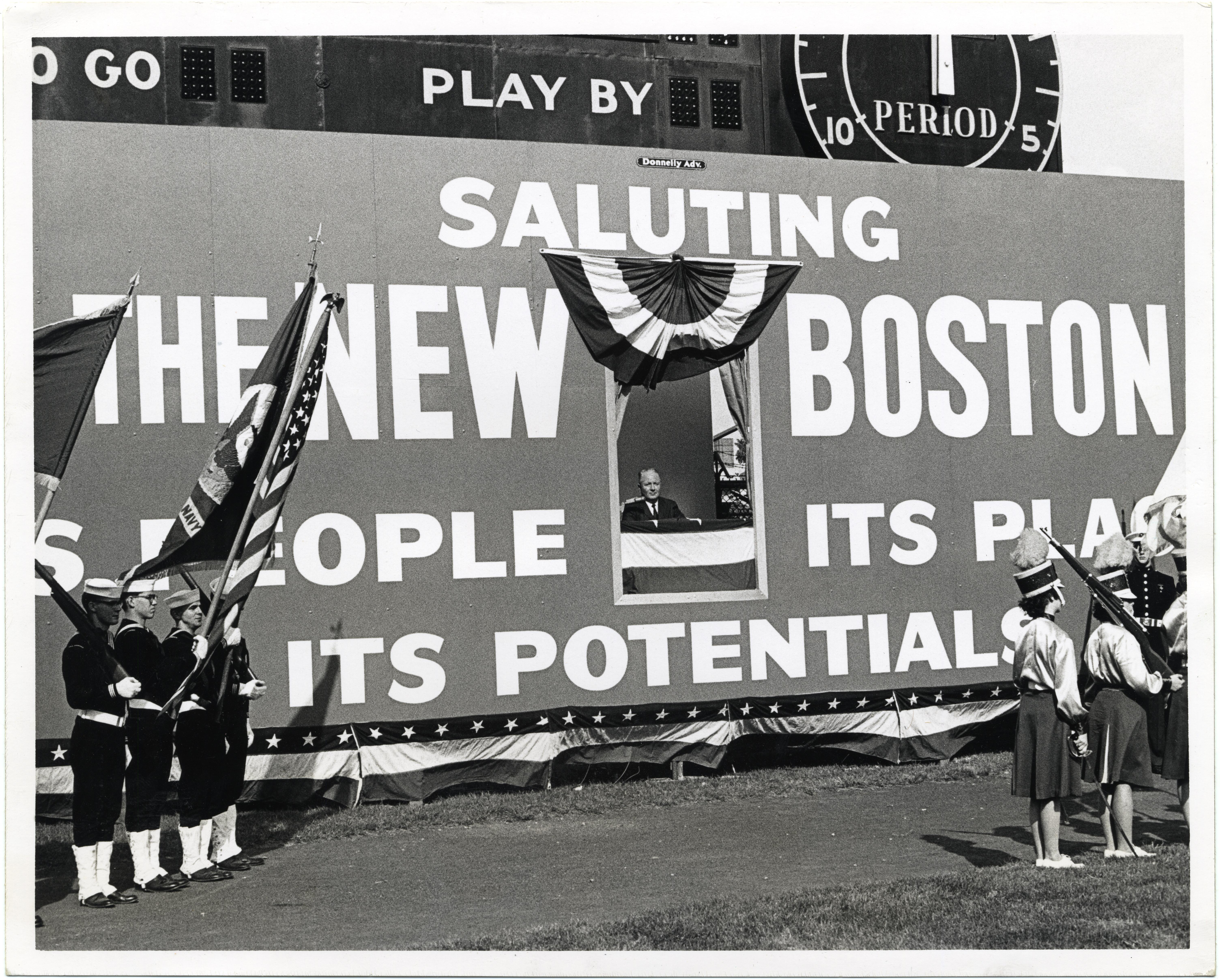
Temporada 1962 de la NFL, Fenway Park, espectáculo de medio tiempo, John F. Collins en 1962, septiembre de 1962 fotografías de Estados Unidos

La Temporada 1962 de la NFL fue la 43.ª en la historia de la NFL. Antes de la temporada, CBS firmó
un contrato con la liga para televisar todos los partidos de temporada regular por una cuota anual de $ 4.65 millones.
La temporada finalizó cuando los Green Bay Packers derrotaron 16-7 a los New York Giants en el Juego de Campeonato de la NFL,
disputado el 30 de diciembre de 1962 en el Yankee Stadium, Nueva York. Los Packers defendieron con
éxito su título de 1961, terminando la temporada con un balance de 14-1, su única derrota fue ante
los Detroit Lions el Día de Acción de Gracias en el Tiger Stadium.

## Carrera de Conferencia
En la conferencia Oeste, los Green Bay Packers ganaron sus primeros diez encuentros, hasta perder 26-14 el 22 de noviembre en Detroit.
El triunfo de los Lions les puso un juego detrás de los Packers en lugar de 2, pero en la última semana, perdió contra Chicago, 3-0.
Incluso una victoria de los Lions no serviría ya que Green Bay ganó 20-17 a Los Ángeles para terminar con un registro de 13-1 y , por ende,
se consagró campeón de conferencia.
En la Conferencia Este, los Redskins permanecieron invictos después de seis juegos. Sus cuatro victorias y dos empates les daba un
registro de .833, pero en 1962, un juego empatado no se contaba. En la Semana Siete (28 de octubre), los Giants dieron a los Redskins
su primera derrota, 49-34. Cuando Washington perdió de nuevo la próxima semana, 38-10 a Dallas, la victoria de los Giants 31-28
sobre San Luis les dio un récord de 6-2 y la punta de la conferencia. Los Giants tuvieron una racha de nueve partidos ganados
para así conseguir el título del Este y el derecho a disputar el Juego de Campeonato contra Green Bay.
| Semana | Conferencia Oeste         | Registro | Conferencia Este    | Registro |
| ------ | ------------------------- | -------- | ------------------- | -------- |
| 1      | 4 Eq. (Bal, Chi, Det, GB) | 1–0–0    | Empate (Cle, St.L)  | 1–0–0    |
| 2      | 4 Eq. (Bal, Chi, Det, GB) | 2–0–0    | Washington Redskins | 1–0–1    |
| 3      | Empate (Det, GB)          | 3–0–0    | Washington Redskins | 2–0–1    |
| 4      | Green Bay Packers         | 4–0–0    | Washington Redskins | 3–0–1    |
| 5      | Green Bay Packers         | 5–0–0    | Washington Redskins | 3–0–2    |
| 6      | Green Bay Packers         | 6–0–0    | Washington Redskins | 4–0–2    |
| 7      | Green Bay Packers         | 7–0–0    | Washington Redskins | 4–1–2    |
| 8      | Green Bay Packers         | 8–0–0    | New York Giants     | 6–2–0    |
| 9      | Green Bay Packers         | 9–0–0    | New York Giants     | 7–2–0    |
| 10     | Green Bay Packers         | 10–0–0   | New York Giants     | 8–2–0    |
| 11     | Green Bay Packers         | 10–1–0   | New York Giants     | 9–2–0    |
| 12     | Green Bay Packers         | 11–1–0   | New York Giants     | 10–2–0   |
| 13     | Green Bay Packers         | 12–1–0   | New York Giants     | 11–2–0   |
| 14     | Green Bay                 | 13–1–0   | New York Giants     | 12–2–0   |

## Temporada regular
V = Victorias, D = Derrotas, E = Empates, CTE = Cociente de victorias, PF= Puntos a favor, PC = Puntos en contra
Nota: Los juegos empatados no fueron contabilizados de manera oficial en las posiciones hasta 1972
| Campeón de Conferencia |

| New York Giants     | 12 | 2  | 0 | .857 | 398 | 283 |
| Pittsburgh Steelers | 9  | 5  | 0 | .643 | 312 | 363 |
| Cleveland Browns    | 7  | 6  | 1 | .538 | 291 | 257 |
| Washington Redskins | 5  | 7  | 2 | .417 | 305 | 376 |
| Dallas Cowboys      | 5  | 8  | 1 | .385 | 398 | 402 |
| St. Louis Cardinals | 4  | 9  | 1 | .308 | 287 | 361 |
| Philadelphia Eagles | 3  | 10 | 1 | .231 | 282 | 356 |

| Green Bay Packers   | 13 | 1  | 0 | .929 | 415 | 148 |
| Detroit Lions       | 11 | 3  | 0 | .786 | 315 | 177 |
| Chicago Bears       | 9  | 5  | 0 | .643 | 321 | 287 |
| Baltimore Colts     | 7  | 7  | 0 | .500 | 293 | 288 |
| San Francisco 49ers | 6  | 8  | 0 | .429 | 282 | 331 |
| Minnesota Vikings   | 2  | 11 | 1 | .154 | 254 | 410 |
| Los Angeles Rams    | 1  | 12 | 1 | .077 | 220 | 334 |

## Juego de Campeonato
- Green Bay 16, New York 7 en el Yankee Stadium, Nueva York el 30 de diciembre de 1962.

## Premios anuales
Al final de temporada se entregan diferentes premios reconociendo el valor del jugador durante la temporada entera.
| Premio              | Ganador       | Posición     | Equipo            |
| ------------------- | ------------- | ------------ | ----------------- |
| Jugador más valioso | Jim Taylor    | Running back | Green Bay Packers |
| Entrenador del año  | Allie Sherman | Head Coach   | New York Giants   |